# Funimation
Funimation是日裔美國人福永元（Gen Fukunaga）在美國所創建動畫及娛樂相關事業，其中以片商Funimation Productions, LLC為運作核心、商業名稱FUNimation Entertainment，曾以企業集團Group 1200 Media方式運作。

## 概要
出生於日本伊丹市的福永元，年少時返日發覺動畫滿有趣的，長大後有引進美國的想法。以他理工出身、高科技產業背景，與其循此募集鉅額資金等待研發成果之不確定性，還不如選擇風險較低的來創業。
藉叔叔堀長文當時在東映任職之便了解日本業界，接洽授權《七龍珠》動畫系列事宜，並籌措公司及資金。找上大學時認識也曾IBM共事過的Daniel Cocanougher及其家族出資參與經營。公司選址於Cocanougher家所在德克薩斯州達拉斯附近沃斯堡郊外的北里奇蘭希爾斯（North Richland Hills），且德州開設公司免公司稅和所得稅，從達拉斯／沃斯堡國際機場往返日美也方便，遂於1994年5月公司成立，名稱採「fun」及「animation」組合而成，福永元和妻子Cindy分別就任正副總裁。
2005年5月，由Daniel Cocanougher代表賣方，Navarre Corporation以Navarre CP, LLC、Navarre CS, LLC、Navarre CLP, LLC收購FUNimation Productions, Ltd.、The FUNimation Store, Ltd.。之後Daniel Cocanougher於2007年離開Funimation另創事業。
2011年3月底，Funimation Holdings, LLC以Funimation Lp, LLC、Funimation Gp, LLC、Anime Lp Holdings, LLC，向Navarre CP, LLC、Navarre CS, LLC、Navarre CLP, LLC購回FUNimation Entertainment（FUNimation Productions, Ltd.、animeOnline, Ltd.）股份，企業再次獨立。
2017年7月底，索尼影業宣布旗下索尼影業電視網收購Funimation Productions, Ltd.大多數股權95%，而福永元仍持股5%繼續擔任CEO。隨後公司改組為Funimation Productions, LLC，交易於10月底完成。
2024年2月7日，宣布播放平台网站将于4月2日终止服务，支持到时将用户信息迁移到Crunchyroll。

## 沿革
- 1994年5月9日，Funimation Productions, Inc.創立。
- 1994年9月19日，取得動畫《七龍珠Z》授權，開始代理業務。
- 1998年8月31日，動畫《七龍珠Z》在美國卡通頻道「Toonami」時段首播。
- 2000年9月1日，公司改組為Funimation Productions, Ltd.。
- 2002年8月31日，參加Anime Fest 2002，首次出席動漫展。
- 2005年5月11日，Navarre Corporation收購Funimation公司納入旗下，形成FUNimation Entertainment。9月29日，與Olympusat合作推出Funimation Channel有線電視頻道。
- 2007年2月6日，首次發行真人電影DVD《忍 -SHINOBI-》；接著22日，開通animeOnline.com，但在Navarre要求限縮規模之下，於7月20日關站[23]。6月6日，公司搬到弗洛爾蒙特現址。9月19日，首度安排《劇場版 鋼之鍊金術師 香巴拉的征服者》全美上映。
- 2008年7月3、4日，分別從經營不善的美國Geneon及ADV/ARM取得日本動畫作品權利。
- 2009年4月3日，與東映動畫達成在美國數位內容夥伴協議，官網開始提供數位發行的串流影音服務[24]。
- 2010年6月7日，與BioWare簽訂《闇龍紀元》動畫電影協議[25]，即後來美日合作CG動畫電影《闇龍紀元：探索者的黎明》（Dragon Age: Dawn of the Seeker）；為首部參與非譯製作品，福永元是執行製作人之一。
- 2011年3月31日，Funimation集資從Navarre Corporation買回公司獨立出來。
- 2014年5月9日，公司慶祝成立20週年。
- 2015年12月31日，結束與Olympusat合作關係，Funimation Channel更名Toku由Olympusat持有經營。
- 2016年9月8日，宣布與Crunchyroll合作共享播放及代理發行作品[7]。
- 2017年7月31日，索尼影業電視網宣告收購核心企業Funimation Productions, Ltd.納入體系。隨後公司改組為Funimation Productions, LLC，索尼方面於10月27日完成收購。
- 2018年11月9日，結束與Crunchyroll共享作品的合作。
- 2019年9月24日，索尼旗下另一部门Aniplex宣布与索尼影视电视共同持有Funimation股权。
- 2020年12月9日，索尼影視娛樂預計從美國電話電報公司（AT&T）買下Crunchyroll的全部股份，使其成為索尼旗下Funimation的全資子公司。
- 2021年3月24日，美國司法部擔心Crunchyroll收購案會減少版權方可選擇的上架平台，故依照反壟斷法介入調查[26]。

## 品牌
- Giant Ape Media，2011年設立[27]，著重家庭娛樂影碟的品牌管理及銷售平臺。
- Funimation Films，2006年與Sabella Dern Entertainment（英语：SD Entertainment）旗下The Bigger Picture合作設立[28]，負責院線發行通路。
- FunimationNow，2016年推出的影音APP[4]。

## 相關企業
- animeOnline, Ltd.
- Anime Lp Holdings, LLC
- Funimation Lp, LLC
- Funimation Gp, LLC
- Funimation Holdings, LLC
- Funimation Investments, LLC
- Funimation Factory, LLC

## 企業標誌

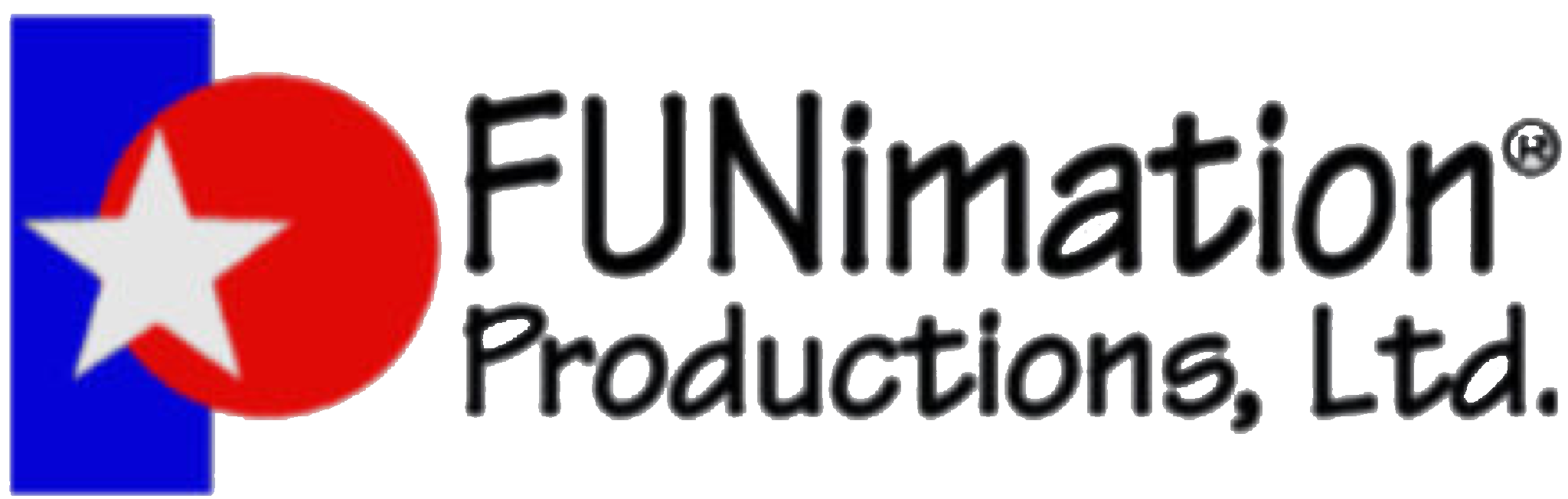
2000年版標識，在此之前相同樣式「FUNimation Productions Inc.」[註 2]
2011年版標識
2016年啟用的現行標識

## 海外發行
由於Funimation代理業務主要在北美地区，有些作品取得許可再授權予海外發行，對象像是英國Anime Limited（英國、愛爾蘭、法國）以及澳洲Madman Entertainment（澳大拉西亞）等合作片商。Funimation亦曾以《阿基拉》、《你的名字。》等作品參加北美之外影展。

## 外部連結
- 官方网站[]
- Giant Ape Media（页面存档备份，存于）
- Funimation Films（页面存档备份，存于）
- FunimationNow（页面存档备份，存于）
- YouTube上的Funimation頻道